# Clermont Université Club
Il Clermont Université Club è stato una società di pallacanestro femminile di Clermont-Ferrand. Faceva parte della società polisportiva fondata nel 1921 da studenti locali.
Les demoiselles de Clermont (in francese, le signorine di Clermont) hanno dominato la scena cestistica francese ed europea negli anni settanta. Hanno vinto tredici campionati francesi di Nationale e Nationale 1A e sono arrivate cinque volte in finale di Coppa dei Campioni, perdendo sempre contro la Daugawa Riga.
La società, che giocava alla Maison des Sports, è stata fondata nel 1964 ed è fallita nel 1985.

## Palmarès
- Campionato francese: 13
1968, 1969, 1970, 1971, 1972, 1973, 1974, 1975, 1976, 1977, 1978, 1979, 1981